# رينيه موراليس
رينيه موراليس (بالإسبانية: René Morales)‏ هو لاعب كرة قدم غواتيمالي، ولد في 22 فبراير 1953 في San Juan Ostuncalco ‏ في غواتيمالا.

## وصلات خارجية
- رينيه موراليس على موقع قاعدة بيانات كرة القدم.إي يو (الإنجليزية)
- رينيه موراليس على موقع ناشيونال فوتبول تيمز (الإنجليزية)
- رينيه موراليس على موقع عالم كرة القدم.نت (الإنجليزية)
- رينيه موراليس على موقع اللجنة الأولمبية الدولية (الإنجليزية)
- رينيه موراليس على موقع أوليمبيديا (الإنجليزية)